# World 1-1
World 1-1 es el primer nivel de Super Mario Bros., el juego de plataformas de Nintendo de 1985 para Nintendo Entertainment System. El nivel fue diseñado por Shigeru Miyamoto para ser un tutorial para nuevos jugadores, orientándolos al salto de plataformas y al resto del juego. Es uno de los niveles de videojuegos más icónicos y ha sido ampliamente imitado y parodiado.

## Diseño

### Filosofía de diseño
Durante la tercera generación de consolas de videojuegos, los tutoriales sobre mecánicas de videojuegos eran escasos, por lo que los jugadores se orientaban hacia un nuevo videojuego por su diseño de niveles. Las secciones iniciales de los juegos de Nintendo Entertainment System como Metroid, The Legend of Zelda y Super Mario Bros. están diseñadas para obligar a los jugadores a explorar las mecánicas del juego para poder avanzar.
Super Mario Bros. es el primer videojuego de desplazamiento lateral protagonizado por Mario, y uno de los primeros videojuegos dirigido y diseñado por Shigeru Miyamoto. En lugar de enfrentar al jugador con obstáculos indiscriminadamente, su primer nivel introduce una variedad de peligros y objetos al indicarle al jugador que interactúe con ellos mientras avanza.
Miyamoto explicó que diseñó el World 1-1 para que contenga todo lo que los jugadores necesitan para «comprender gradual y naturalmente lo que están haciendo», para poder jugar más libremente, de modo que se convierta en «su juego».

### Ejecución

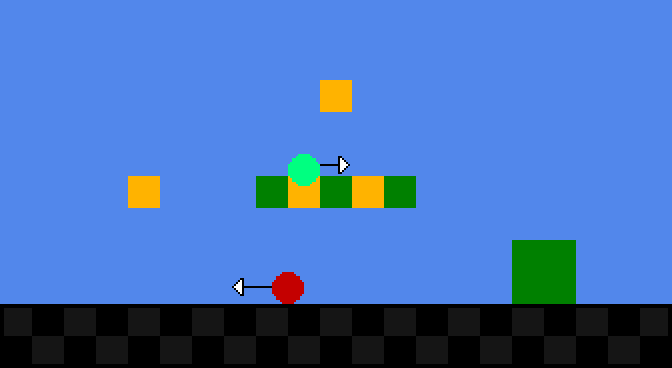
Esquema del inicio de World 1-1. El Goomba (rojo) camina hacia Mario y hay que saltarlo. El Hongo (verde claro) aparece después de chocar con el bloque dorado desde abajo, e inicialmente rueda hacia la derecha, hasta que cae de la plataforma y rebota contra la tubería (verde). Luego, el Hongo se da vuelta y rueda hacia Mario, quien puede recibirlo fácilmente en este punto.

Al comienzo de World 1-1, el jugador controla a Mario para encontrarse inmediatamente con un Goomba que se acerca lentamente. Según 1UP.com, es probable que este primer enemigo mate a un jugador novato, aunque se puede evitar fácilmente saltando sobre él. Como se pierde muy poco progreso, el jugador aprende de la derrota y puede volver a intentarlo. Más allá de este Goomba viene una disposición de bloques, algunos de los cuales están coloreados en oro. Golpear uno de ellos desde abajo libera una moneda. Según Miyamoto, ver salir una moneda «hará feliz [al jugador]» y querrá repetir la acción. Al hacerlo con el segundo bloque de color dorado, aparece un Hongo como un potenciador sorpresa . El jugador ha aprendido del Goomba que los seres con forma de hongo son malos, por lo que tal vez el jugador intenta evitar el hongo potenciador, pero el corredor de bloques frustra el escape. Tocar el Hongo hace que Mario crezca en tamaño y fuerza, otro refuerzo positivo.
Luego viene una serie de cuatro obstáculos verticales de tubos de urdimbre que deben saltarse. Cada uno tiene una altura diferente, lo que le enseña sutilmente al jugador que mantener presionado el botón de salto por más tiempo produce un salto más alto. Al encontrar pozos de varios tamaños, el jugador puede descubrir cómo usar el botón para correr, porque correr hace un salto más grande a través de los pozos. Además, Miyamoto se aseguró de que algunos pozos tuvieran suelo y se pudiera simplemente saltar de ellos en lugar de matar a Mario y forzar la repetición de todo el nivel.
El World 1-1 incluye algunos secretos que los jugadores pueden descubrir al volver a jugar, como una tubería que conduce a una sala de bonificación y un bloque oculto que contiene un 1-up. La tubería también se salta gran parte del nivel, para agilizar a los jugadores experimentados.

## Recepción
World 1-1 ha sido citado como uno de los niveles de videojuegos más emblemáticos, descrito por Chris Kerr de Gamasutra como «legendario». Boston Blake de Game Rant lo calificó entre los mejores niveles de apertura de videojuegos por haber «encendido el amor por los juegos en los corazones de los jugadores de todo el mundo», y Jon Irwin de la revista Paste lo describió como una «clase magistral sobre cómo enseñar a los jugadores a jugar».
Jeremy Parish de 1UP.com afirmó que «gran parte del éxito del juego surgió del hecho de que equipó a los jugadores con las herramientas para dominarlo desde el principio». Casi todas las mecánicas introducidas posteriormente en el juego son variaciones de las de World 1-1, y los primeros niveles de juegos posteriores de Mario (como Super Mario Bros. 3) también las amplían. Parish lo describió como «el nivel único de un videojuego más imitado, referenciado y parodiado». Al escribir sobre el tema de Super Mario Bros. utilizado en el nivel, Parish calificó el World 1-1 como una «elegante fusión de sonido, música y acción».

### Legado
La filosofía de diseño introducida en Super Mario Bros., descrita como «aprender jugando», se ha implementado en todos los juegos posteriores de Miyamoto. World 1-1 influyó mucho en los juegos posteriores de Super Mario, como el primer nivel de Super Mario 3D World. Las variaciones del World 1-1 se recrean con frecuencia como contenido generado por el usuario, como en Super Mario Maker y su secuela. Los ejemplos incluyen una versión extra difícil con docenas de barras de fuego giratorias, una versión de escalada vertical y una versión de juego automático.